# Кокбастау (Жетысуская область)
Кокбастау (каз. Көкбастау) — село в Коксуском районе Жетысуской области Казахстана. Входит в состав сельского округа Кабылиса. Код КАТО — 194845200.

## Население
В 1999 году население села составляло 800 человек (401 мужчина и 399 женщин). По данным переписи 2009 года, в селе проживало 348 человек (175 мужчин и 173 женщины).